# Korzeniaki
Korzeniaki – zniesiona nazwa kolonii w Polsce położona w województwie opolskim, w powiecie kluczborskim, w gminie Kluczbork.
Nazwa miejscowości została zniesiona z 2022 r.
W latach 1975–1998 kolonia należała administracyjnie do województwa opolskiego.